# William Scotton
William Henry Scotton (* 15. Januar 1856 in Nottingham, Vereinigtes Königreich; † 9. Juli 1893 in London, Vereinigtes Königreich) war ein englischer Cricketspieler, der zwischen 1882 und 1887 für die englische Nationalmannschaft spielte.

## Aktive Karriere
Scotton spielte im Jahr 1874 unter anderem für die Sixteen Colts of England, bevor er vom Marylebone Cricket Club als Platzwart engagiert wurde. In 1875 gab er sein First-Class-Debüt und konnte sich in der Folge langsam in Nottinghamshire etablieren. In der Saison 1881 war er Teil des Spielerstreiks in Nottinghamshire, der durch Alfred Shaw und Arthur Shrewsbury angeführt wurde, in dem es um eine finanzielle Besserstellung der Spieler ging. Noch während der Saison gab er den Streik auf und kehrte ins Team zurück, was jedoch nicht mehr ausreichte, um die Meisterschaft zu gewinnen. Im folgenden Winter reiste er unter Kapitän Alfred Shaw nach Australien. Dort erzielte er bei seinem Test-Debüt ein Fifty über 50* Runs. Seinen Höhepunkt der Karriere erreichte er 1884. Hier erzielte er im dritten Test gegen Australien ein Fifty über 90 Runs. Auch für Nottinghamshire konnte er in dieser und den beiden folgenden Jahren herausragen. Er reiste in der Saison 1884/85 ein weiters Mal nach Australien und konnte dabei im ersten Test ein Fifty über 82 Runs erreichen. Nachdem er im Sommer 1886 34 Runs im dritten Test gegen Australien erreichen konnte, reiste er im folgenden Winter ein letztes Mal nach Australien. Hier blieb er jedoch schwach. Auch in den folgenden Jahren baute er ab und bestritt so im Sommer 1891 sein letztes First-Class-Spiel für Nottinghamshire.

## Nach der aktiven Karriere
Nachdem er seinen Platz im Team von Nottinghamshire verloren hatte, litt er an Depressionen. Im Juli 1893 verstarb er im Alter von 37 Jahren in Folge eines Suizids.